# Sol-i-vista
El nucli de Sol-i-vista o Sol i Vista, originat en les Parcel·les Sol i Vista (inicialment Parcelas Sol y Vista), és un barri perifèric de Reus de 551 habitants (2005).
Està situat a l'esquerra de la Carretera d'Alcolea, a la vora del Barranc del Mas de Gassot. Es va iniciar als anys seixanta per recollir l'emigració andalusa amb edificacions auto construïdes. Les primeres cases eren senzilles i construïdes seguint el model andalús, pintades de blanc amb calç. Més tard es va anar millorant, i en quedar ja molt proper a la ciutat es van començar a construir xalets d'un cert luxe. Quasi davant, a l'altre costat de Carretera, es va desenvolupar el grup Pelai. A un centenar de metres al nord es troba el Polígon Industrial Agro-Reus, i al sud el Barri de la Immaculada.
Cap a la fi dels anys cinquanta del segle xx algunes famílies immigrades es van establir en el que havia estat una finca rústica de 14.000 m2 propietat de Magdalena Pagès. Els primers habitants van construir les seves cases els caps de setmana, i hi treballava tota la família. Es recorden els noms de Francisco Martínez, José González, Joaquín Moragrega, Antonio Romero, Gerardo Blázquez, i altres. Amb el pas dels anys les primeres residències es van dignificar. El barri va dur una important lluita reivindicativa davant la manca d'infraestructures. El 1965 van aconseguir la primera font pública. La primera associació de veïns de la ciutat va néixer en aquest barri l'any 1968, assessorada per l'advocat Ramon Marcer, i aquell any arribava l'aigua corrent a totes les cases. El 1972 es va fer el sistema de clavegueram, i el 1977 es van pavimentar els carrers principals. L'Associació de Veïns del barri, va ser pionera en la formació del moviment veïnal de la ciutat. Va ser a Sol-i-Vista i a Pelai, el barri proper, on es van organitzar en primer lloc les Comissions Obreres locals, integrades per jovent dels barris, provinents en la seva major part del PSUC i de sectors cristians progressistes. L'any 1970 el barri va patir una greu repressió immediatament després del consell de guerra de Burgos.
El grup Sol i Vista ha millorat molt des del 1990 sobretot després de la construcció de l'estadi de futbol i de rugbi del Reus Deportiu i de la construcció d'habitatges unifamiliars a la zona coneguda com a urbanització Escola Cèlia Artiga, una escola reivindicada pel barri que va obrir portes el 1981. Avui en dia ja no resten terrenys per edificar entre la ciutat i el grup. Té una superfície total de 2'5 hectàrees i es reparteix en cinc illes que tenen la façana dirigida als carrers de 12'5 metres. Hi ha 180 parcel·les, amb habitatges unifamiliars d'una o dues plantes. Les façanes de les cases tenen entre 6 i 8 metres i les fondàries oscil·len entre 12 i 20 metres. Hi ha nombroses andrones que donen accés a les cases de l'interior de les illes.